# Haro Benavalli, Shimoga
Haro Benavalli là một làng thuộc tehsil Shimoga, huyện Shimoga, bang Karnataka, Ấn Độ.